# Coltura da reddito
Una coltura da reddito (in inglese cash crop) è un raccolto che si coltiva per il suo valore economico sul mercato.

## Descrizione

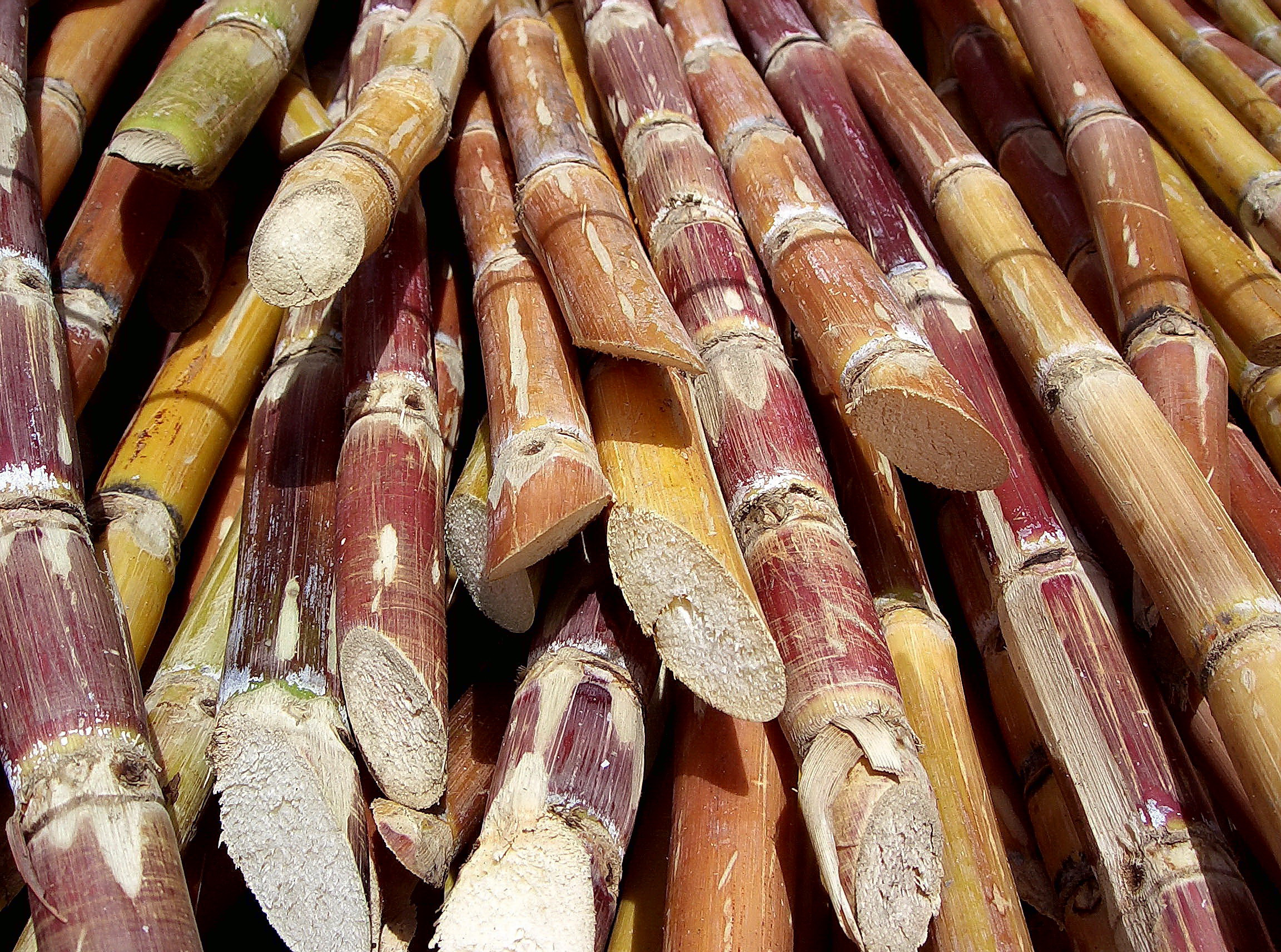
Canna da zucchero tagliata, una coltura da reddito importante alle Hawaii.

Le colture da reddito si distinguono dalle colture dell'agricoltura di sussistenza, secondo cui le colture, dedicate agli alimenti di base (in inglese staple crop), sono destinate all'alimentazione della famiglia del produttore o del suo bestiame. Un tempo, anche nell'agricoltura dell'Europa occidentale, le colture da reddito erano soltanto una piccola ma fondamentale parte della produzione dell'azienda agricola, mentre oggi, particolarmente nei Paesi sviluppati, quasi tutti i raccolti sono destinati alla produzione di un valore economico con cui ottenere sul mercato i beni e i servizi che la famiglia contadina necessita per la sua vita e non può produrre autonomamente.
Le colture da reddito sono coltivate industrialmente in paesi anche molto distanti dai luoghi di consumo (anche se il commercio mondiale dei prodotti alimentari è solo una piccola parte dei consumi), con tecniche e investimenti molto differenti dalle condizioni medie dell'agricoltura locale, perché la richiesta dei consumatori più benestanti ha il sopravvento rispetto alle possibilità di investimento e di creazione di reddito dell'agricoltura contadina. In apparente contrasto con gli interessi della popolazione, molti paesi che hanno ancora problemi di denutrizione, sono comunque esportatori di alimenti, foraggi, oleaginose, sementi o fiori recisi.
In molte zone tropicali e subtropicali, i cash crop sono costituiti da raccolti come la juta, il caffè, il cacao, la canna da zucchero, le banane, le arance e il cotone. Nelle zone temperate, tra i crash crop predominano i raccolti di Cereali, le oleaginose e alcune verdure destinate alla trasformazione industriale. Le colture da reddito hanno iniziato uno sviluppo esponenziale a partire dal colonialismo.

## Globalizzazione
Le questioni relative ai sussidi e alle barriere commerciali su tali colture sono diventate controverse nelle discussioni sulla globalizzazione. Ciò rende difficile per una nazione in via di sviluppo esportare i propri beni all'estero e costringe le nazioni in via di sviluppo a competere con beni importati che vengono esportati dalle nazioni sviluppate a prezzi artificialmente bassi. La pratica di esportare a prezzi artificialmente bassi è nota come dumping, ed è illegale nella maggior parte dei paesi. La controversia su questo tema portò al fallimento dei negoziati commerciali di Cancún nel 2003, quando il G22 rifiutò di prendere in considerazione i punti all’ordine del giorno proposti dall’Unione Europea a meno che non fosse stata affrontata la questione dei sussidi agricoli.

## Per zone climatiche

### Artico
Il clima artico generalmente non è favorevole alla coltivazione di colture da reddito. Tuttavia, una potenziale coltura redditizia per l’Artico è la Rhodiola rosea, una pianta rustica utilizzata come erba medicinale che cresce nell’Artico. Esiste una domanda da parte dei consumatori per l'impianto, ma l'offerta disponibile è inferiore alla domanda (a partire dal 2011).

### Temperato
Le colture da reddito coltivate in regioni con un clima temperato includono molti cereali (frumento, segale, mais, orzo, avena), colture che producono olio (ad esempio vinaccioli, semi di senape), verdure (ad esempio patate), alberi da legname (ad esempio abete rosso, pini, abeti), frutti di alberi o pomacee (es. mele, ciliegie) e frutti di bosco (es. fragole, lamponi).

### Subtropicale

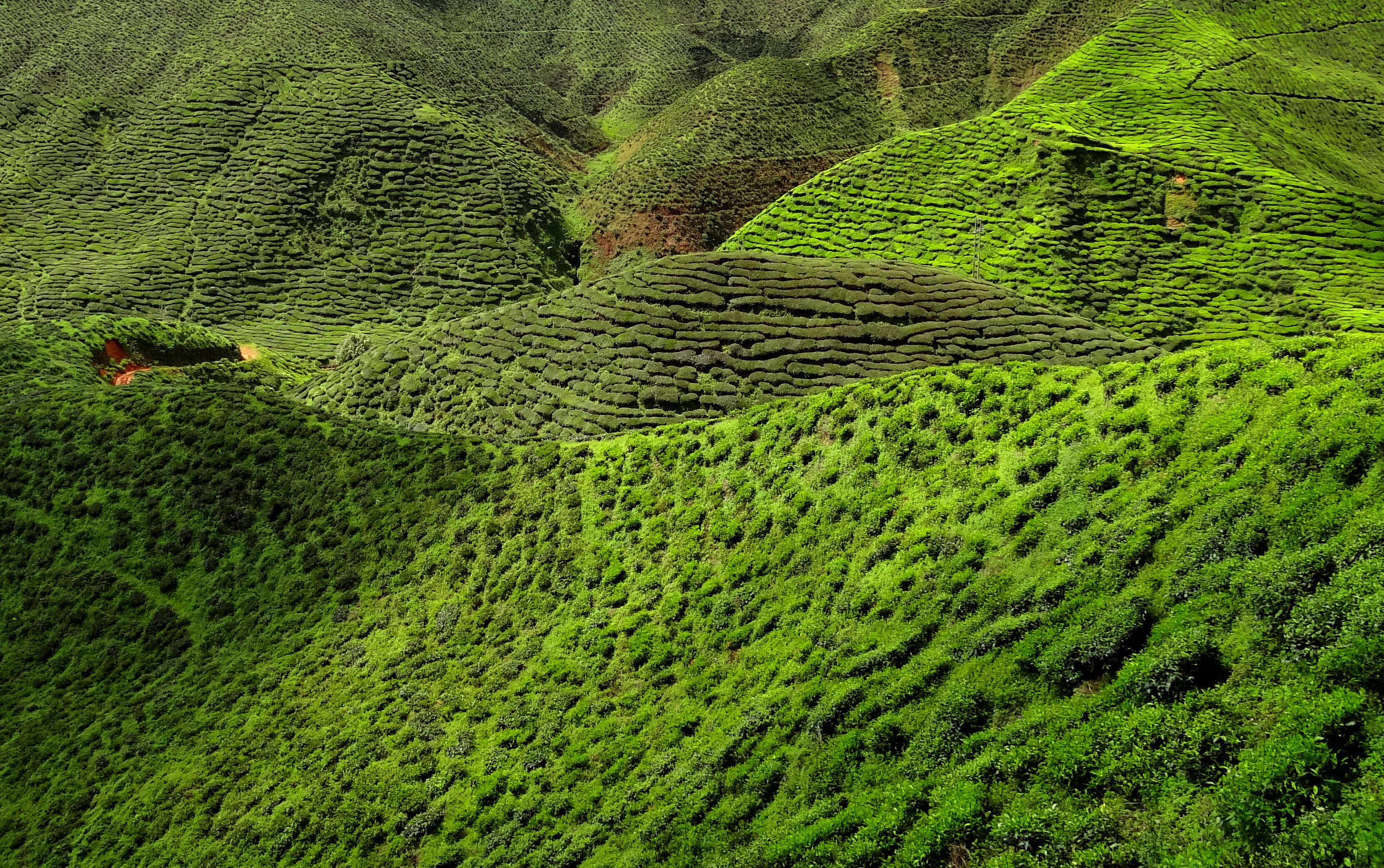
Una piantagione di tè sui Monti Titiwangsa in Malesia

Nelle regioni con un clima subtropicale, le colture da olio (ad esempio la soia), il cotone, il riso, il tabacco, l'indaco, gli agrumi, i melograni e alcune verdure ed erbe aromatiche sono le colture da reddito predominanti.

### Tropicale
Nelle regioni con clima tropicale, caffè, cacao, canna da zucchero, banane, arance, cotone e juta sono colture da reddito comuni. La palma da olio è una palma tropicale e il suo frutto viene utilizzato per produrre olio di palma. L’impatto del cambiamento climatico sulla gamma di parassiti e malattie – in particolare quelli del caffè, del cacao e delle banane – è comunemente sottovalutato. Limitare l’aumento della temperatura a 1,5 °C è vitale per mantenere la produttività ai tropici.

## Per continente e paese

### Africa

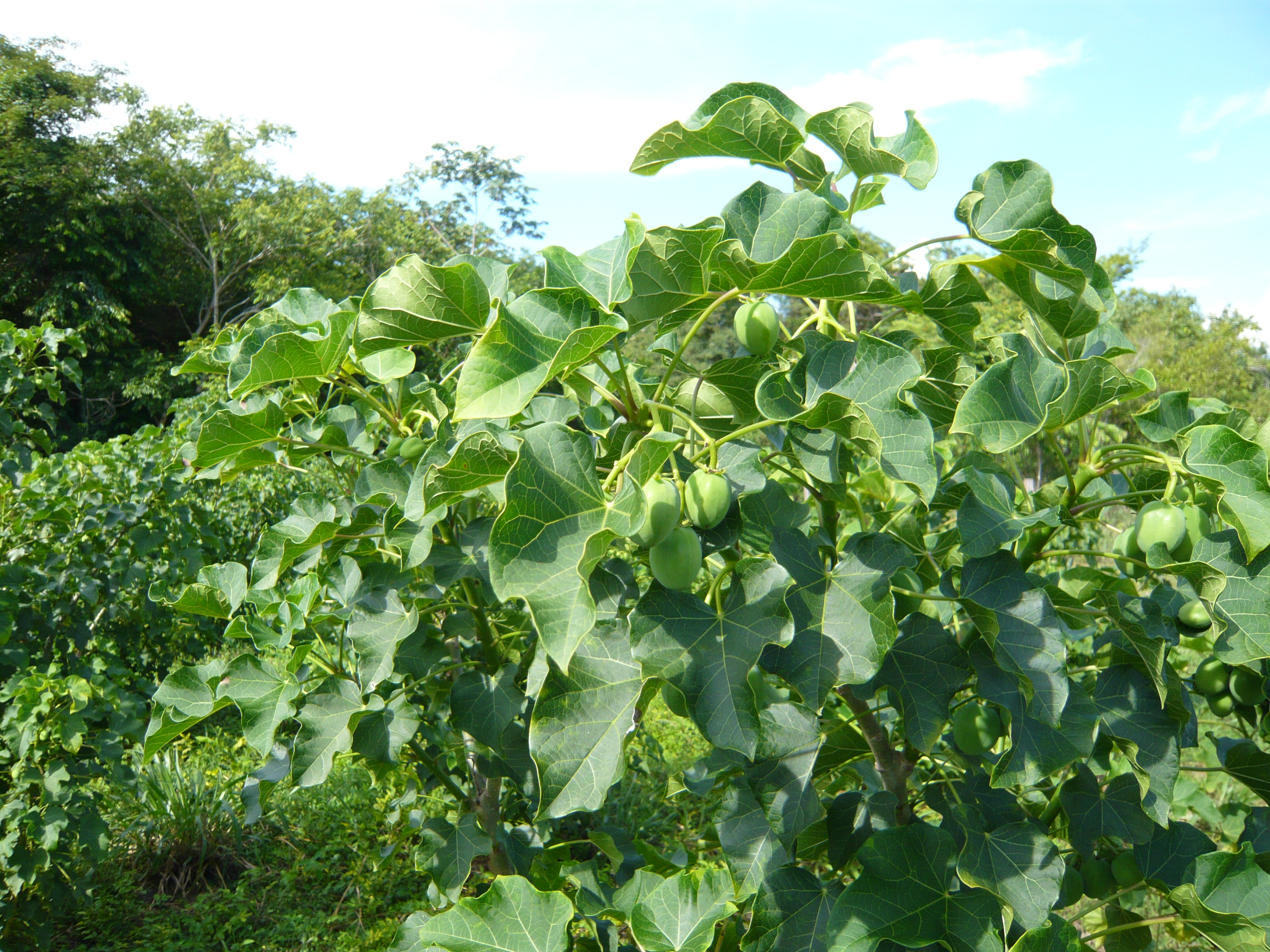
La Jatropha curcas è una coltura da reddito utilizzata per produrre biocarburanti.

L'85% dei residenti del Burkina Faso dipende dalla produzione di cotone per il proprio reddito e oltre la metà della popolazione del paese vive in povertà. Le aziende agricole più grandi tendono a coltivare colture da reddito come caffè, tè, cotone, cacao, frutta e gomma. Queste aziende agricole, tipicamente gestite da grandi aziende, coprono decine di chilometri quadrati e impiegano un gran numero di lavoratori. Le aziende agricole di sussistenza forniscono una fonte di cibo e un reddito relativamente piccolo per le famiglie, ma generalmente non riescono a produrre abbastanza da rendere possibile il reinvestimento.
L’Africa ha realizzato una crescita significativa nelle piantagioni di biocarburanti, molte delle quali si trovano su terreni acquistati da aziende britanniche. La Jatropha curcas è una coltura da reddito coltivata per la produzione di biocarburanti in Africa. Alcuni hanno criticato la pratica di coltivare piante non alimentari per l'esportazione mentre l'Africa ha problemi di fame e carenza di cibo, e alcuni studi hanno correlato la proliferazione di acquisizioni di terreni, spesso da utilizzare per coltivare raccolti non alimentari. con l’aumento del tasso di fame in Africa.
Per quanto riguarda il cacao, i paesi africani come Costa d'Avorio, il più grande produttore mondiale, Ghana, Nigeria e Camerun rappresentavano nel 2017 oltre il 70% della produzione mondiale di cacao con 2.926.458 tonnellate.

### Australia
L'Australia produce quantità significative di lenticchie. Nel 2010 è stato stimato che l'Australia avrebbe prodotto circa 143.000 tonnellate di lenticchie. La maggior parte del raccolto di lenticchie australiano viene esportato nel subcontinente indiano e nel Medio Oriente.

### Canada
Il Canada opera nel settore delle colture da reddito. Le colture di cereali, foraggio e semi oleosi sono importanti nell'economia canadese. Nell’agosto del 2015, il Canada ha esportato 1896,9 tonnellate di grano verso paesi di tutto il mondo. Inoltre, i semi oleosi sono molto ricercati in Canada per produrre beni come la colza e l’olio di semi di lino.

### Cina

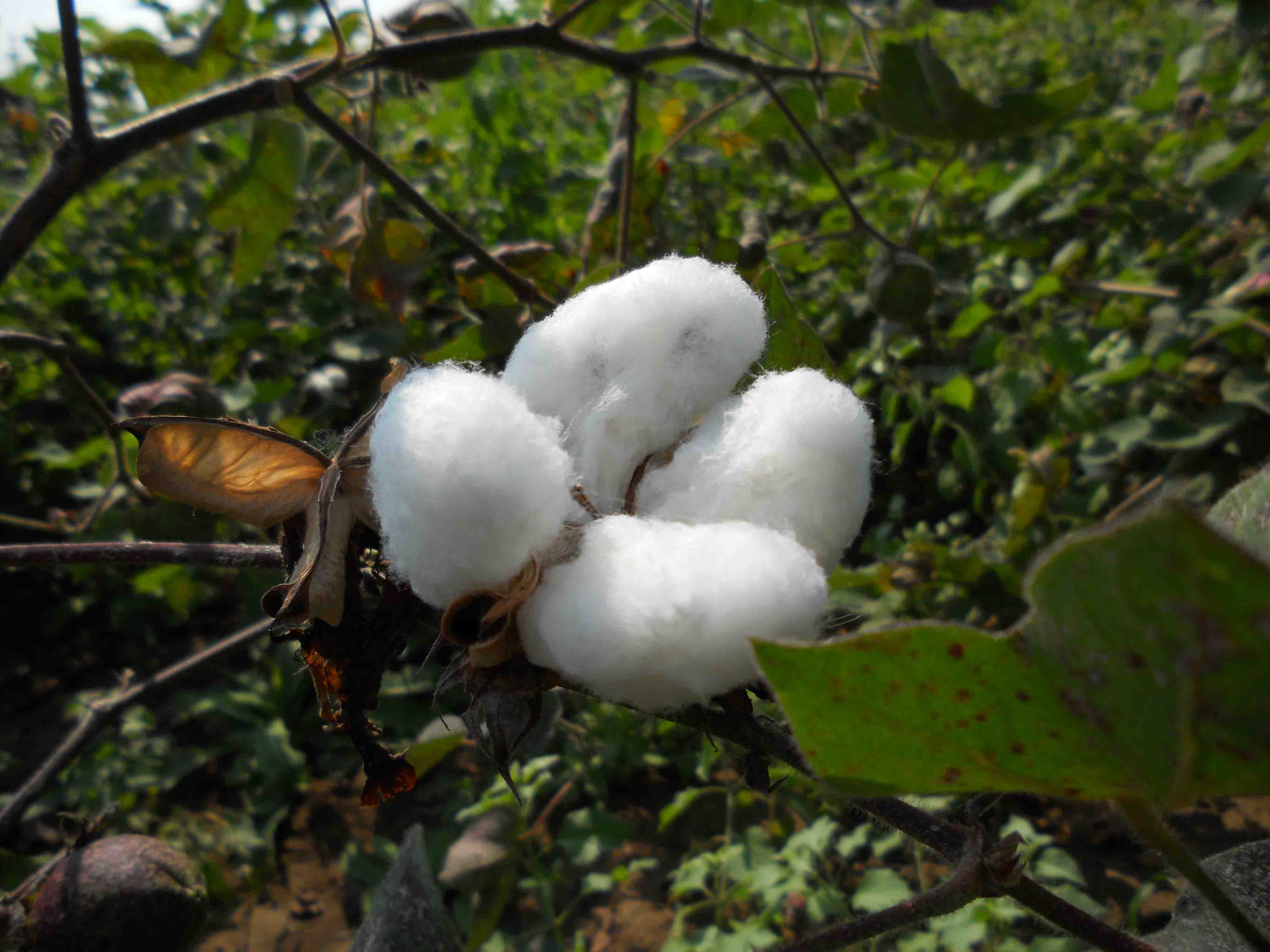
Il cotone è una coltura da reddito significativa. Secondo il National Cotton Council of America, nel 2014 la Cina era il più grande paese produttore di cotone al mondo, con una produzione stimata di circa cento milioni di balle da circa 217 kg l'una (480 libbre).

Per aumentare l'occupazione e il reddito degli agricoltori locali, la contea di Daofu, nella provincia del Sichuan, ha implementato negli anni 2020 un piano di semina di colture da reddito e coltivato la relativa industria per soddisfare la crescente domanda del mercato.

### India
L'India coltiva molti tipi di colture da reddito e le principali sono:
- Canna da zucchero
- Cotone
- Juta
- Tabacco
- Semi oleosi

### Italia
La Cassa per il Mezzogiorno italiana nel 1950 portò il governo a implementare incentivi per coltivare colture da reddito come pomodori, tabacco e agrumi. Di conseguenza, questi incentivi hanno creato un’abbondanza eccessiva di questi raccolti, causandone un’eccessiva saturazione sul mercato globale. Ciò ha causato l'ammortamento di questi raccolti.

### Russia
La produzione agricola russa di colture da reddito nel 2017 rifletté un aumento significativo nella coltivazione di mais e soia. Uno dei tassi di crescita più elevati, insieme a una quota significativa della produzione nazionale, si trova nella Regione della Terra Nera centrale.

### Stati Uniti

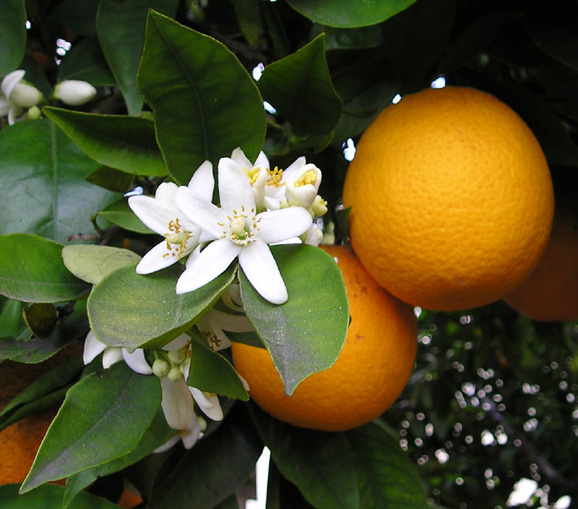
Le arance rappresentano un'importante coltura da reddito negli Stati Uniti.

La coltura da reddito negli Stati Uniti è diventata importante dopo la generazione dei baby boomer e la fine della seconda guerra mondiale. Era vista come un modo per alimentare il vasto boom demografico e continua ad essere il fattore principale per avere un approvvigionamento alimentare a prezzi accessibili. Secondo il censimento statunitense dell’agricoltura del 1997, il 90% delle aziende agricole negli Stati Uniti in quell'anno erano ancora di proprietà di famiglie, con un ulteriore 6% posseduto da una partnership. I coltivatori di colture da reddito hanno utilizzato tecnologie agricole di precisione combinate con pratiche collaudate nel tempo per produrre cibo a prezzi accessibili. Sulla base delle statistiche del Dipartimento dell'agricoltura degli Stati Uniti (USDA) per il 2010, gli Stati con le maggiori quantità di produzione di frutta sono California, Florida e Washington.

### Sudamerica
Il Sud America fu colonizzato dagli spagnoli e dai portoghesi. Queste colonie erano estremamente redditizie per quei popoli perché potevano piantarvi colture che non potevano piantare in Europa. Ciò ha portato alla produzione di colture da reddito in Sud America, come caffè e canna da zucchero, da scambiare e vendere in Europa. Queste colture da reddito hanno svolto un ruolo importante nella creazione delle colonie in Sud America e svolgono ancora oggi un ruolo importante nella loro economia.

### Vietnam
Il cocco è una coltura da reddito coltivato frequentemente in Vietnam.

## Colture da reddito globali
La palma da cocco è coltivata in più di 80 paesi del mondo, con una produzione totale di 61 milioni di tonnellate all'anno. L'olio e il latte che ne derivano sono comunemente usati in cucina e nella frittura; l'olio di cocco è ampiamente utilizzato anche nei saponi e nei cosmetici.

## Sostenibilità delle colture da reddito
Per il sostentamento dei piccoli agricoltori dipende la produzione di colture da reddito, beni di base difficili da differenziare sul mercato. La grande maggioranza (80%) delle aziende agricole mondiali misura 2 ettari o meno. Questi piccoli agricoltori si trovano principalmente nei paesi in via di sviluppo e spesso sono disorganizzati, analfabeti o hanno solo un'istruzione di base. I piccoli agricoltori hanno poco potere contrattuale e i redditi sono bassi, il che porta a una situazione in cui non possono investire molto nell’espansione delle loro attività. In generale, gli agricoltori non hanno accesso ai mezzi di produzione agricoli e ai finanziamenti e non hanno conoscenze sufficienti sulle buone pratiche agricole e commerciali. Questi problemi di alto livello in molti casi minacciano il futuro dei settori agricoli e le teorie iniziano ad evolversi su come garantire un futuro sostenibile per l’agricoltura. Vengono avviate trasformazioni sostenibili del mercato in cui i leader del settore lavorano insieme in un ambiente precompetitivo per modificare le condizioni del mercato. L’intensificazione sostenibile si concentra sulla facilitazione degli agricoltori imprenditoriali. Per stimolare gli investimenti agricoli stanno nascendo anche progetti sull’accesso ai finanziamenti per l’agricoltura. Un esempio è la metodologia SCOPE, uno strumento di valutazione che misura la maturità gestionale e la professionalità delle organizzazioni di produttori in modo da fornire alle organizzazioni finanziatrici una migliore comprensione dei rischi connessi al finanziamento.

## Colture da reddito del mercato nero
La coca (una delle quattro piante coltivate della famiglia delle Erythroxylaceae, originaria del Sud America occidentale), il papavero da oppio e la cannabis sono importanti colture da reddito del mercato nero, la cui prevalenza varia. Negli Stati Uniti, la cannabis è considerata da alcuni la coltura più redditizia. Nel 2006 è stato riportato in uno studio di Jon Gettman (un ricercatore politico sulla marijuana) che, in contrasto con i dati del governo per le colture legali come mais e grano e utilizzando le proiezioni dello studio per la produzione di cannabis negli Stati Uniti in quel momento, la cannabis è stata citata come "la principale coltura da reddito in 12 Stati e tra le prime tre colture da reddito in 30 Stati". Lo studio stimava anche che la produzione di cannabis all'epoca (nel 2006) fosse valutata a 35,8 miliardi di dollari, che superava il valore combinato del mais a 23,3 miliardi di dollari e del grano a 7,5 miliardi di dollari.